# Gabriel de la Santíssima Trinitat Sampol i Fullana
Gabriel de la Santíssima Trinitat Sampol i Fullana   (Palma, 1967) més conegut com a Gabriel de la S. T. Sampol, és un poeta i traductor mallorquí.

## Trajectòria
Llicenciat en Filologia catalana per la Universitat de les Illes Balears, és professor de la mateixa de literatura portuguesa. Ha publicat els poemaris Difícil naufragi (1997), Apocatàstasi (2001) i Vulgata (2004). Per la traducció de Fra Luís de Sousa, d'Almeida Garrett, va obtenir el Premi Josep Maria de Sagarra de traducció teatral 1995 (Institut del Teatre); per la versió del Llibre del desassossec, de Fernando Pessoa, el Premi Crítica Serra d'Or de traducció poètica 2002; per la traducció de Fetge de Tigre, de Francisco Gomes de Amorim, el VII Premi Giovanni Pontiero (Instituto Camões i Facultat de Traducció i Interpretació de la Universitat Autònoma de Barcelona); el Premi de traducció Vidal Alcover per la traducció de Peregrinació de Fernão Mendes Pinto; i el Premi Jordi Domènech de traducció de poesia per la traducció de L'escena de l'odi de José de Almada Negreiros.

## Obres[3]

### Poesia
- Difícil naufragi (1997)
- Apocatàstasi (2001)
- Vulgata (2004)

### Traduccions

#### Del català a l'espanyol
- Veinte poetas de las Baleares: (Antología del siglo XX). Selecció i introducció de Pere Rosselló Bover. Madrid: Calambur, 2002. [Juntament amb Nicolau Dols] [Edició bilingüe].
- Bonet, Blai. Antología poética. Selecció i introducció de Margalida Pons. Madrid: Calambur, 2003. [Juntament amb Nicolau Dols] [Edició bilingüe] .
- Llompart, Josep M. Antología poética. Selecció i introducció de Cèlia Riba. Madrid: Calambur, 2003. [Juntament amb Nicolau Dols] [Edició bilingüe].

#### De l'espanyol al català
- Gracián, Baltasar. Art de prudència [Oráculo manual y arte de prudencia]. Barcelona: Olañeta, 2000.

#### De l'anglès al català
- Marlowe, Christopher. «Eduard II. Monòleg de Gaveston». A: Sampol, Gabriel de la S. T. Apocatàstasi. Palma: Universitat de les Illes Balears, 2001.
- Shaw, Aiden. «Una vegada qualcú em va demanar…». A: S'Esclop. [Palma], núm. 32 (març-abril 2007).

#### Del francès al català
- Voltaire. Memòries [Mémoires ]. Muro: Ensiola, 2005.
- Staël, Madame de. [Anne-Louise-Germaine Staeël. Reflexions sobre el procés de la Reina [Reflexions sur le procès de la Reine]. Muro: Ensiola, 2006.
- La Rochfoucauld, François: Màximes [Maximes ]. Muro: Ensiola, 2008.

#### De l'alemany al català
- Novalis. [Georg Friedrich Philipp von Hardenberg]. «Coneix-te a tu mateix». A: Homenatge a Francesc de Borja Moll. Palma: Associació d'Escriptors en Llengua Catalana: Gremi d'Editors de Balears, 2003.
- Stefan Zweig. Amerigo - La crònica d'un error històric, Edicions de 1984.

#### De l'italià al català
- Agostinacchio, Marina. «(Claredat que resisteix)»; «Ésser aquí, allà…». S'Esclop. [Palma], núm. 26 (març-abril 2006).

#### Del llatí al català
- De Bingen, Hildegarda. Concert de l'harmonia de les revelacions celestes [Symphonia harmoniae revelationum caelestium]. Barcelona: Publicacions de l'Abadia de Montserrat, 1997.
- Marcial, Marc Valeri. «Versió d'alguns epigrames eròtics de M. V. Marcial». Lletra de Canvi. [Barcelona], núm. 44 (1997).
- «Oh Fortuna». A: Sampol, Gabriel de la S. T. Difícil naufragi. Barcelona: Columna, 2007. [Poema dels Carmina Burana].

#### Del portuguès al català
- Ferreira, António. Castro: Tragèdia [Castro: Tragédia]. Palma: Universitat de les Illes Balears, 1990. [Juntament amb Nicolau Dols].
- Vieira, António. Sermons [Sermões]. Barcelona: Proa, 1994 .
- Garret, Almeida. Fra Luís de Sousa [Frei Luís de Sousa]. Barcelona: Institut del Teatre, 1997. [Premi Josep M. de Sagarra de Traducció Teatral 1995].
- Saramago, José. Objecte quasi [Objecto quase]. Barcelona: Proa, 2000.
- Almeida, José António. «Carn de porc»; «Argos»; «Contradicció»; «Sodoma i Gomorra». A: Sampol, Gabriel de la S. T. Apocatàstasi. Palma: Universitat de les Illes Balears, 2001.
- Viegas, Francisco José. «Poemes nòrdics». A: Sampol, Gabriel de la S. T. Apocatàstasi. Palma: Universitat de les Illes Balears, 2001 .
- Pessoa, Fernando. Llibre del desassossec [Livro do desassossego]. Barcelona; Quaderns Crema, 2002. [Juntament amb Nicolau Dols] [Premi Crítica Serra d'Or de traducció].
- Botto, António. Les cançons [As canções]. Muro: Ensiola, 2004.
- Gomes de Amorim, Francisco. Fetge de tigre [Fígados de tigre]. Pollença: El Gall Editor, 2005. [VII Premi Giovanni Pontiero de Traducció].
- Pina, Manuel António. Els llibres [Os livros]. Vic: Eumo, 2006.
- Usque, Samuel. «Conhortament a les tribulacions d'Israel (Quatre fragments)». Segell: Revista d'Història i Cultura Jueves. [Palma], núm. 2 (gener-juny 2006).
- Pina, Manuel António. «En una estació de metro»; «Esplanada»; «D'après D. Francisco de Quevedo»; «Totes les paraules». A: IX Festival de Poesia de la Mediterrània. Palma: Consell de Mallorca, 2007.
- Quevedo, Francisco de. «Al certamen en la canonització de sant Ramon». S'Esclop [Palma], núm. 31 (gener-febrer 2007).
- Almada Negreiros, José de. L'escena de l'odi. Barcelona: Eumo Editorial, 2013.
- Mae, Valter Hugo. El paradís són els altres. Illes Balears: Lleonard Muntaner, 2016.
- Mendes Pinto, Fernão. Peregrinació [Peregrinação]. Barcelona: Edicions de 1984, 2018 [Premi de traducció Vidal Alcover]